# Чатгем (містечко, Нью-Йорк)
Чатгем (англ. Chatham) — місто (англ. town) в США, в окрузі Колумбія штату Нью-Йорк. Населення — 4104 особи (2020).

## Демографія
Згідно з переписом 2010 року, у місті мешкало 4128 осіб у 1797 домогосподарствах у складі 1153 родин. Було 2262 помешкання
Расовий склад населення:
| - 94,7 % — білих - 1,9 % — чорних або афроамериканців - 0,7 % — азіатів - 0,1 % — корінних американців |

До двох чи більше рас належало 1,7 %. Частка іспаномовних становила 2,2 % від усіх жителів.
За віковим діапазоном населення розподілялося таким чином: 19,3 % — особи молодші 18 років, 61,2 % — особи у віці 18—64 років, 19,5 % — особи у віці 65 років та старші. Медіана віку мешканця становила 48,3 року. На 100 осіб жіночої статі у місті припадало 99,7 чоловіків;  на 100 жінок у віці від 18 років та старших — 97,3 чоловіків також старших 18 років.
Середній дохід на одне домашнє господарство  становив 97 841 долар США (медіана — 71 673), а середній дохід на одну сім'ю — 106 555 доларів (медіана — 87 132). Медіана доходів становила 65 417 доларів для чоловіків та 44 347 доларів для жінок. За межею бідності перебувало 6,5 % осіб, у тому числі 11,2 % дітей у віці до 18 років та 2,0 % осіб у віці 65 років та старших.
Цивільне працевлаштоване населення становило 1975 осіб. Основні галузі зайнятості: освіта, охорона здоров'я та соціальна допомога — 28,2 %, науковці, спеціалісти, менеджери — 13,7 %, будівництво — 10,6 %, публічна адміністрація — 9,6 %.